# Cherubino

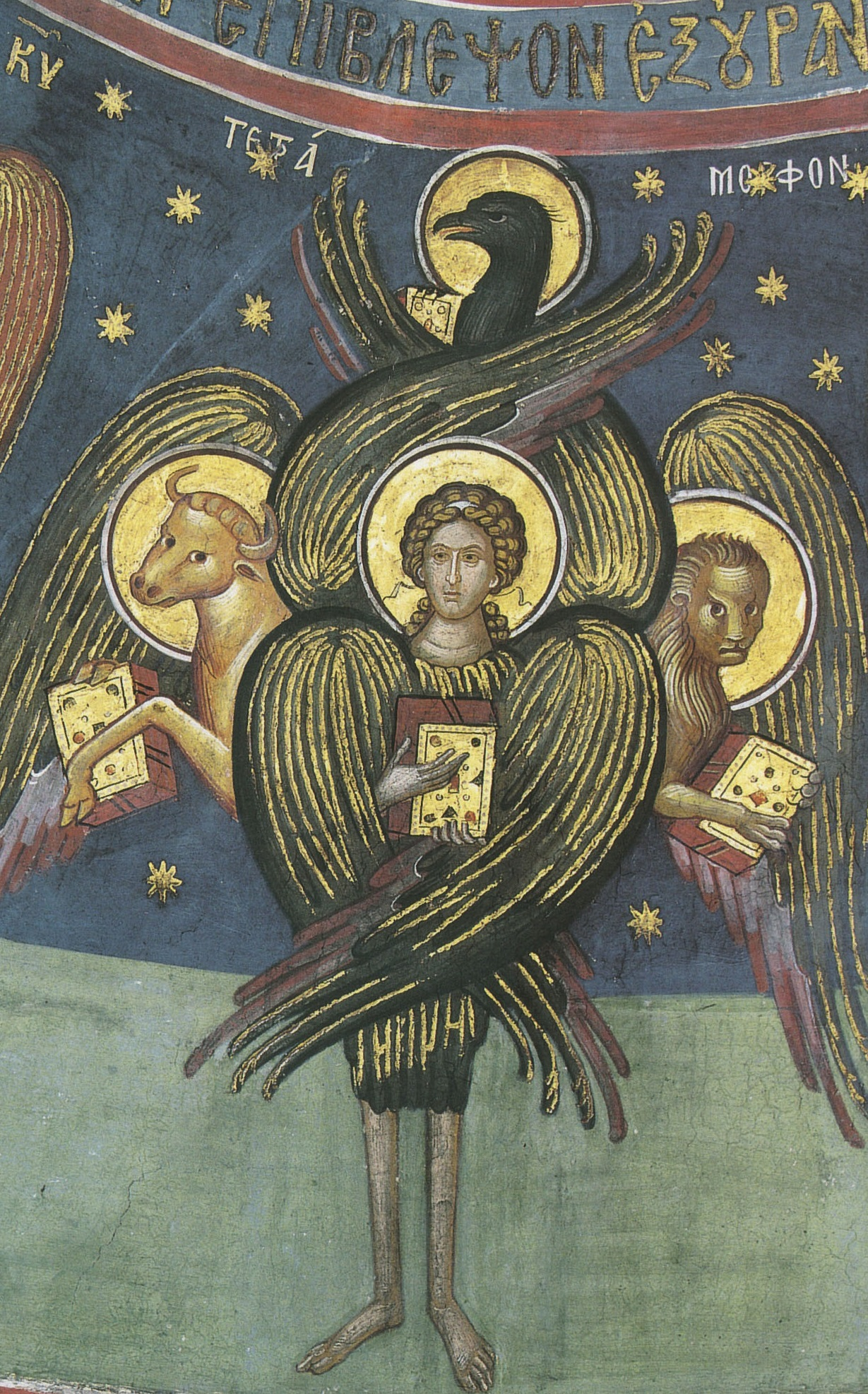
Un cherubino (da un affresco del XVI secolo) che secondo l'iconografia cristiana tradizionale presenta una sembianza tetramorfa: uomo, leone, toro, aquila.

Il cherubino è un tipo di angelo, presente, in ordine storico, nell'Ebraismo e nel Cristianesimo.
Il termine deriva dall'ebraico כְּרוּב, keruv (al plurale in ebraico כְּרוּבִים‎?, keruvim), ma la sua etimologia risalirebbe all'assiro Karabu («che è propizio» o «benedicente»).
Nel cristianesimo medievale i Cherubini si trovano nella prima gerarchia degli spiriti celesti, collocati subito dopo i serafini. In quanto tali sono nominati da Dante nel canto XXVIII del Paradiso (v. 99), e risiedenti nel cielo dello zodiaco e delle stelle fisse.

## Riferimenti storici e letterari
Nella letteratura compaiono per la prima volta nel libro della Genesi 3,24, dove sono considerati dediti alla protezione. Essi stanno a guardia dell'Eden e del trono di Dio. Esatto 

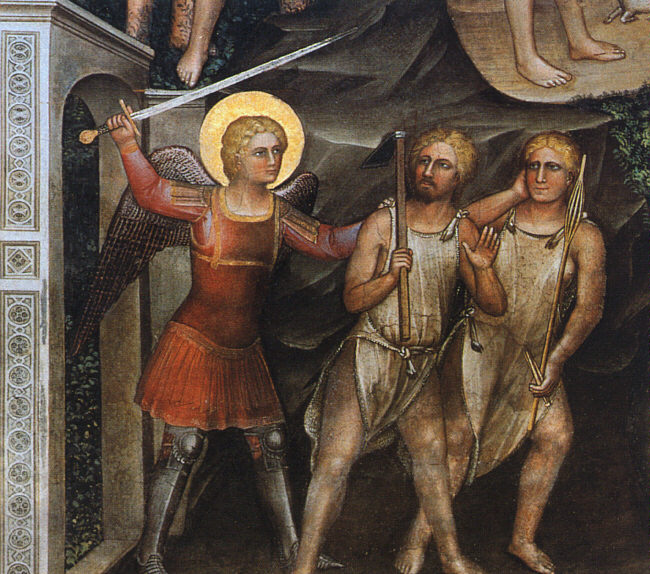
Un Cherubino ritratto da Giusto de' Menabuoi a difesa dell'ingresso dell'Eden nei confronti di Adamo ed Eva.

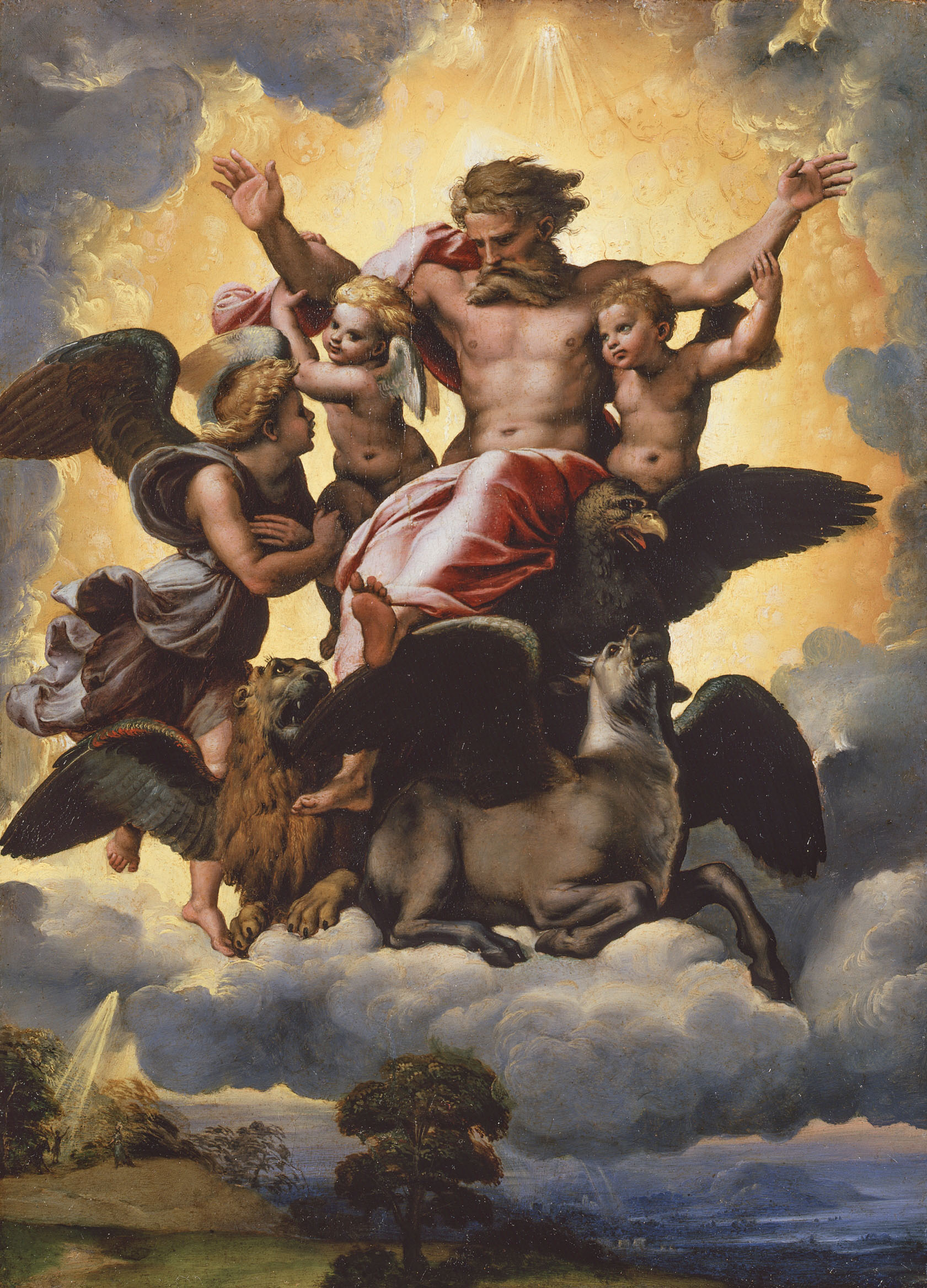
I quattro Cherubini tetramorfi della visione di Ezechiele secondo Raffaello (1518).

Secondo l'Antico Testamento, in Esodo 25,18-22 hanno una sola faccia e due ali (anche in 1 Re 6,24 hanno solo due ali), mentre nel libro di Ezechiele sono descritti con quattro ali e quattro facce, ovvero una di uomo, una di leone, una di toro ed infine una di aquila ("tetramorfo"): 
(Ezechiele 1,6-11.)
Nel Talmud e nella letteratura ebraica, i Cherubini hanno quasi le sembianze di carri metallici.
Nell'iconografia classica ed artistica, invece, sono raffigurati con volti umani, di rarissima bellezza e splendore. Molte volte si è teso a dipingerli di colore rosso o comunque con le ali tendenti a tale colore.
Il loro grado tra gli angeli è diverso a seconda delle tradizioni ebraica o cristiana. Alcuni li credono essere un ordine di angeli; altri li credono una classe al di sopra di ogni altro angelo. I Cherubini hanno una perfetta conoscenza di Dio, superata soltanto dall'amore di Dio da parte dei Serafini.
Nell'Islam essi sono conosciuti come "al-Karubiyyin" e fanno parte anche in tale religione delle creature celesti più vicine a Dio.
Nel cristianesimo, secondo la classificazione delle schiere angeliche operata da Dionigi nel De coelesti hierarchia, sono posti «oltre il trono di Dio», espressione metaforica per indicare l'estrema vicinanza a Dio ed al suo potere. Collocati da Dante nel cielo dello Zodiaco o delle stelle fisse, i Cherubini stanno a guardia della luce e delle stelle. Normalmente in gruppo, si crede che, anche se lontani dal piano reale e materiale degli uomini, la luce divina che essi filtrano giù dal cielo possa riuscire a raggiungere le vite umane.

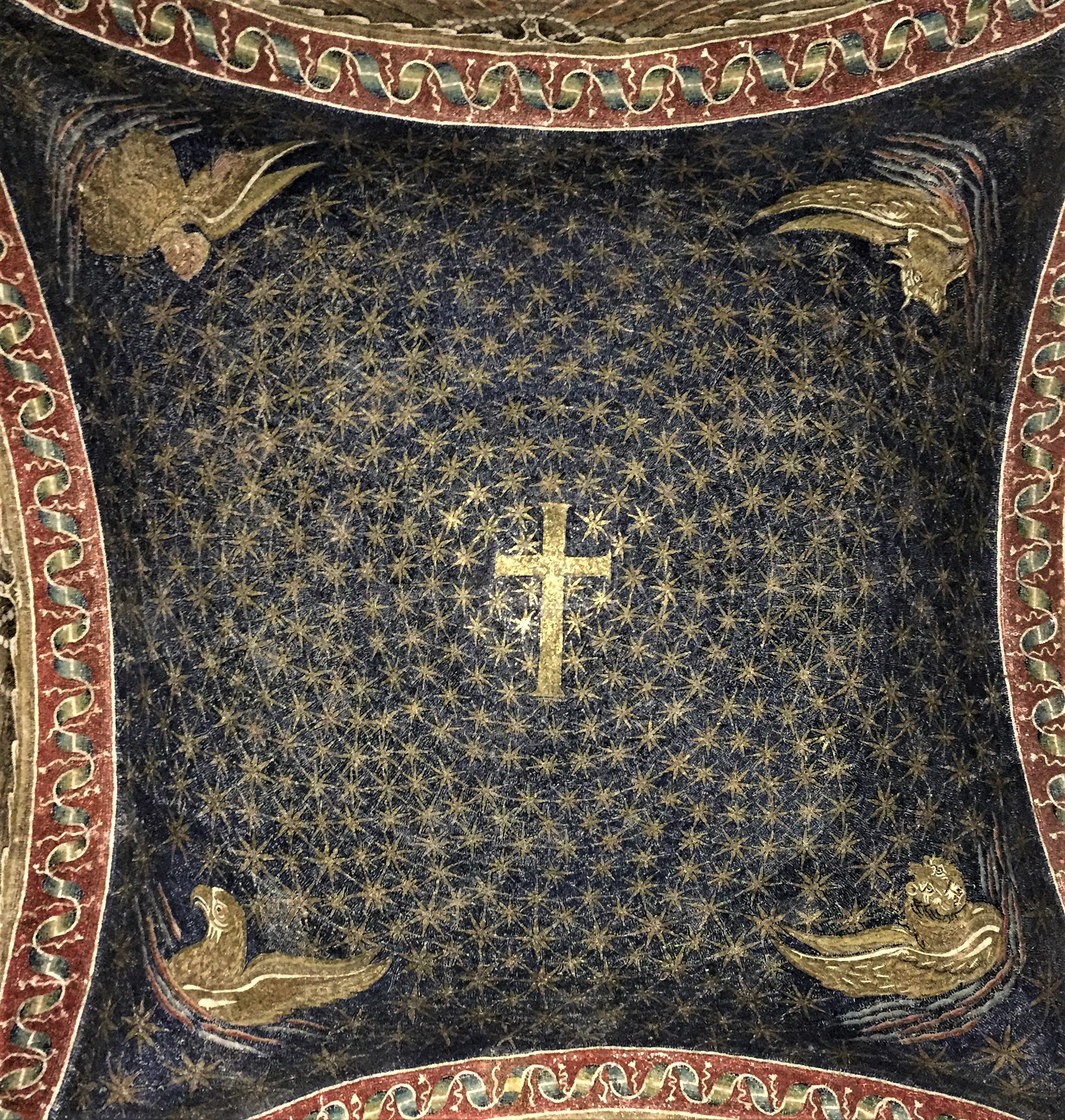
I quattro animali tetramorfi, Bue, Leone, Aquila e Uomo, che presiedono al cielo delle stelle fisse, nel mosaico sul soffitto del mausoleo di Galla Placidia a Ravenna. Nella tradizione astrologica sembrano corrispondere ai quattro segni fissi, cioè rispettivamente Toro, Leone, più in linea teorica Scorpione e Aquario.

Nell'antroposofia di Steiner, essi sono anche chiamati Spiriti dell'Armonia, in quanto cooperano con i Serafini traducendo in forma di progetti eseguibili le loro intuizioni divine.
Secondo Steiner, si deve ai Cherubini il fatto che in una remotissima epoca cosmica furono posti i primi germi dell'attuale regno animale, ovvero le immagini che avrebbero ispirato lo zodiaco (letteralmente «giro degli animali»). Dalla periferia dell'universo, con gli influssi dei loro quattro volti essi circondano tuttora il sistema solare, ognuno seguito a sua volta da due accompagnatori, sicché il loro numero complessivo arriva a comporre i dodici segni astrologici.
Quanto al nome dei Cherubini, esso ci rivela il loro potere di conoscere e di contemplare la Divinità, la loro attitudine a ricevere il dono di luce più alto e a contemplare la dignità del Principio divino nella sua potenza originaria, la loro capacità di riempirsi del dono della saggezza e di comunicarlo, senza invidia, a quelli del secondo ordine angelico.
Un angelo dal nome Cherubino viene inoltre citato nel poema epico di Turoldo, la Chanson de Roland, alla morte del paladino Rolando.

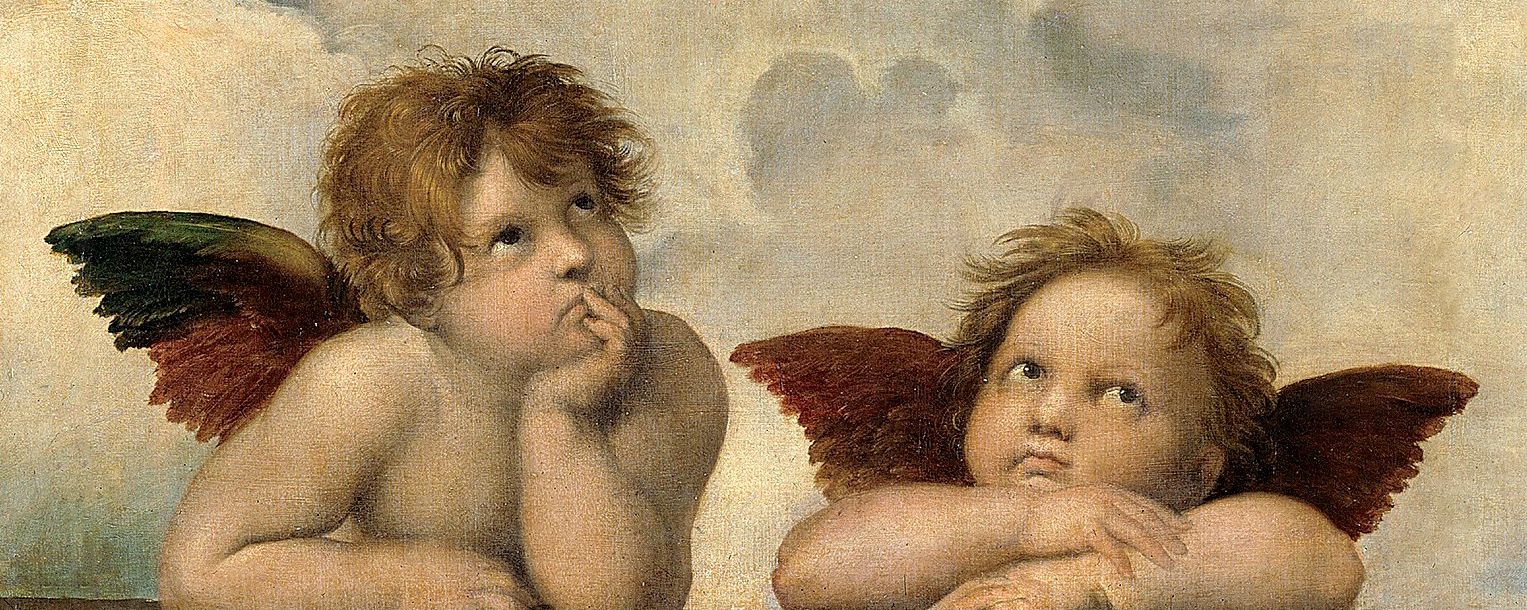
Due cherubini in un celebre dipinto di Raffaello.

Per estensione, si definisce «cherubino» un fanciullo di particolare grazia e bellezza. Di qui il nome del personaggio del paggio nelle Nozze di Figaro di Mozart.

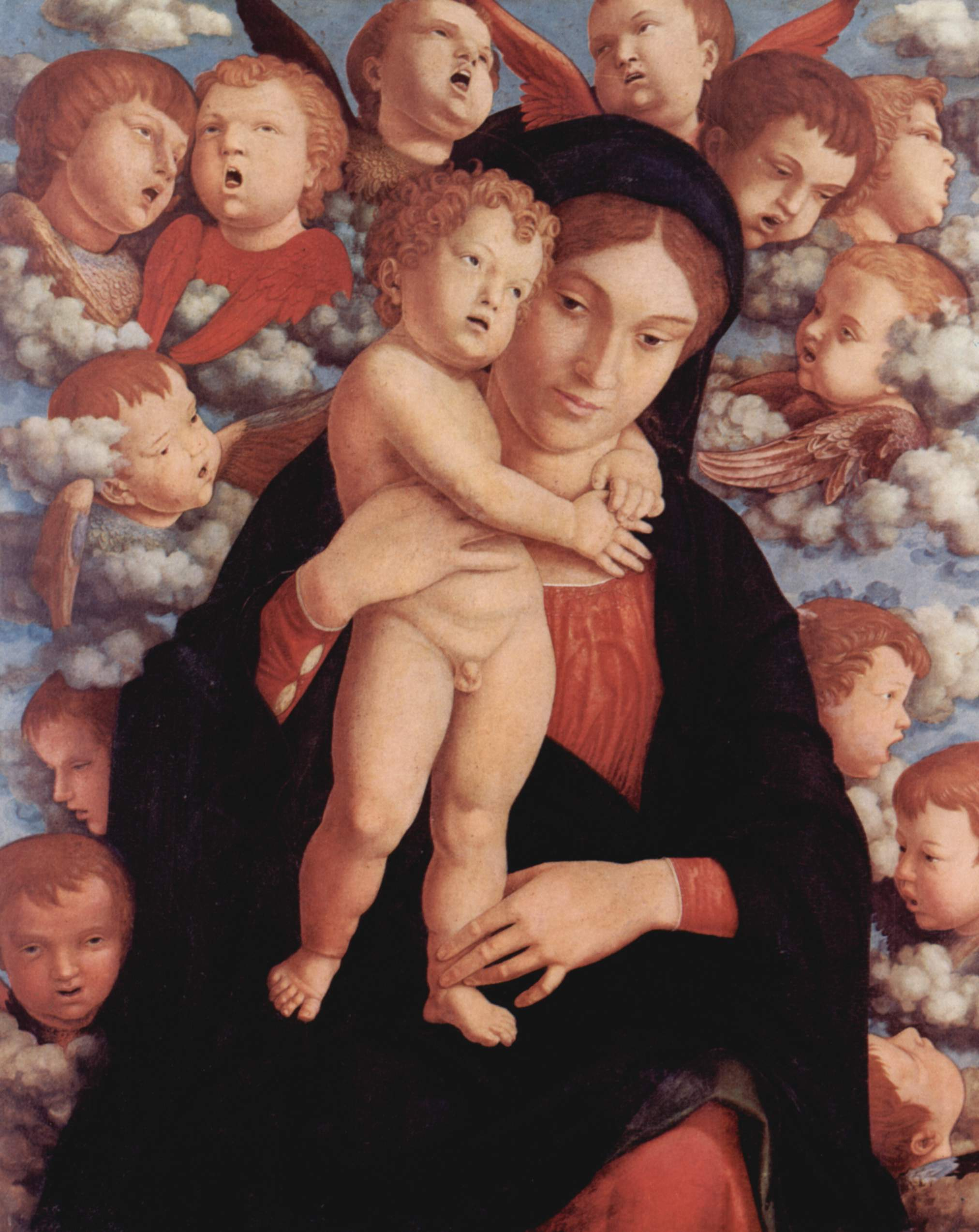
Madonna col Bambino e un coro di cherubini, di Andrea Mantegna, 1485 circa.
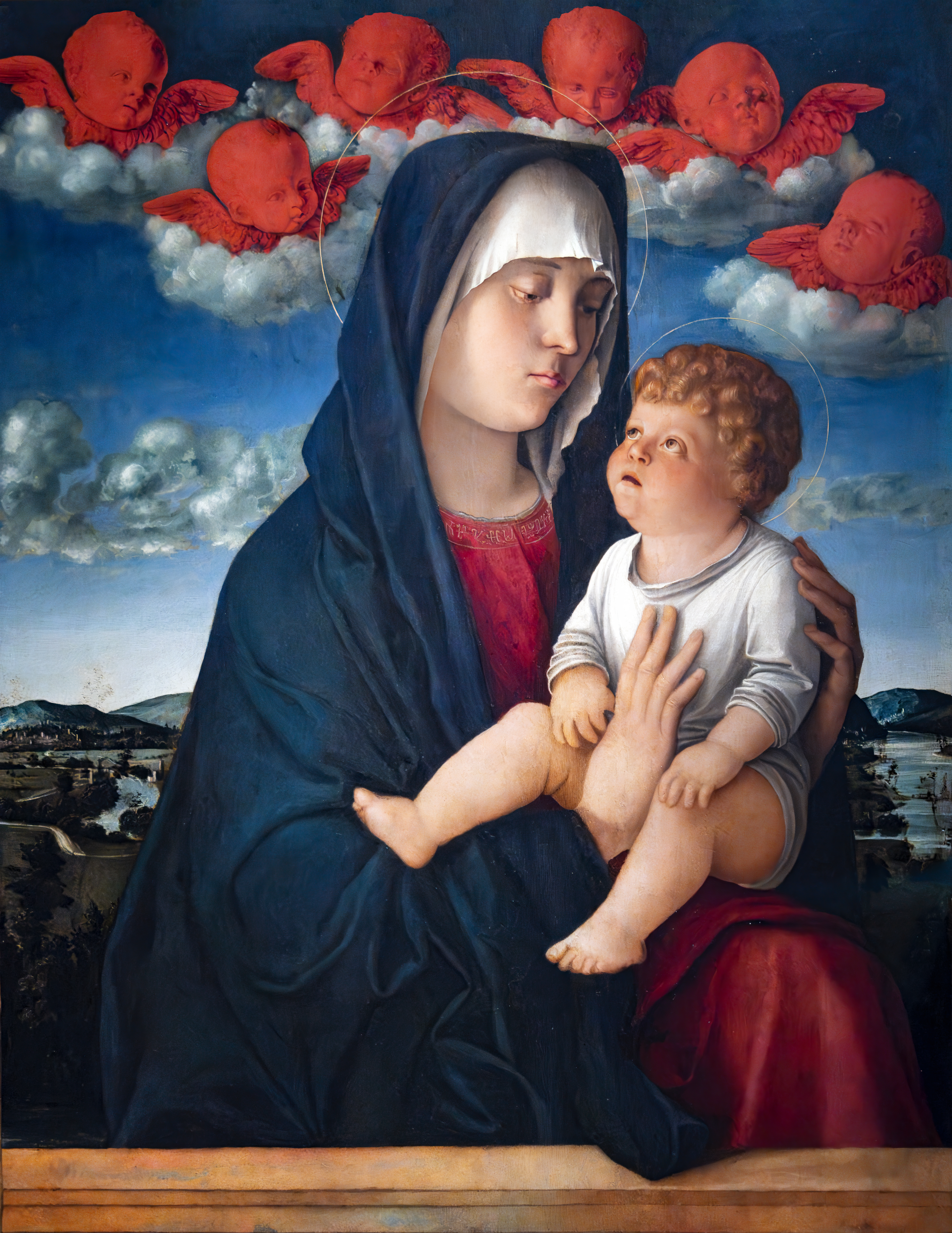
Madonna dai cherubini rossi, di Giovanni Bellini, 1485 circa.
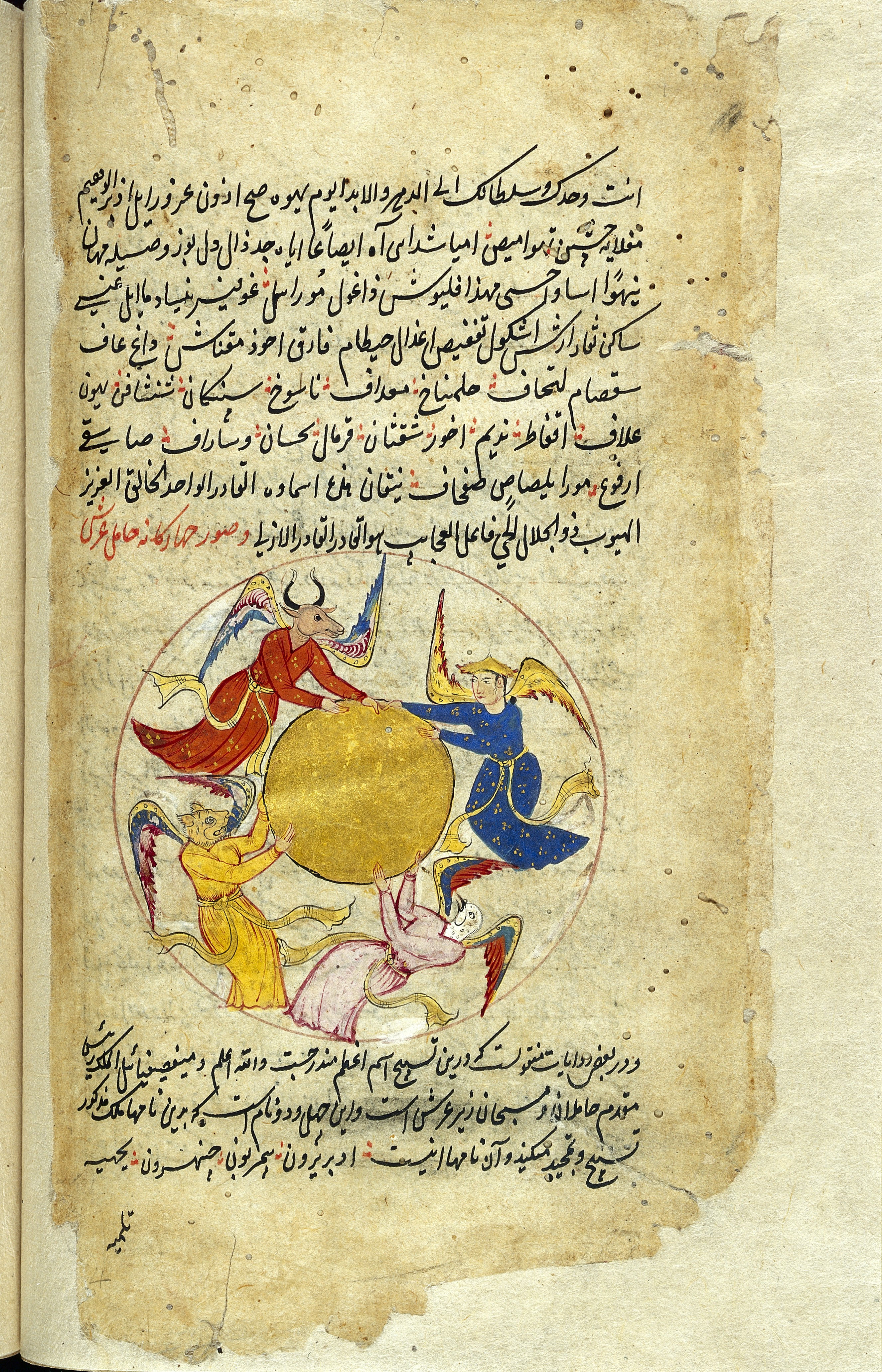
Miniatura islamica con quattro esseri tetramorfi intorno al trono celeste.

## Araldica
In araldica, il termine cherubino è utilizzato per indicare una testa di puttino, in maestà, sostenuta da due ali spiegate: in questa veste iconografica i cherubini sono spesso raffigurati dalla tradizione pittorica italiana. Taluni stemmi di araldica civica straniera portano il cherubino con le ali incrociate.

nella campagna d'azzurro un cherubino di carnagione, capelluto d'oro e alato d'argento
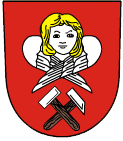